# Mertert
Mertert (Luxemburgs: Mäertert) is een gemeente in het Luxemburgse Kanton Grevenmacher.
De gemeente heeft een totale oppervlakte van 15,25 km² en telde 3490 inwoners op 1 januari 2007. De enige haven van het Groothertogdom Luxemburg bevindt zich in Mertert, aan de Moezel.

## Plaatsen in de gemeente
- Mertert
- Wasserbillig

## Evolutie van het inwoneraantal
| Jaar                              | 2001 | 2002 | 2003 | 2004 | 2005 |
| --------------------------------- | ---- | ---- | ---- | ---- | ---- |
| Inwoneraantal                     | 3287 | 3324 | 3328 | 3354 | 3365 |
| Opmerking: tellingen op 1 januari |      |      |      |      |      |

## Geboren
- Françoise Pescatore (1877-1954), kunstschilder
- Jean-Pierre Beckius (1899-1946), kunstschilder
- Triny Beckius (1942), kunstschilder